# Cutília
Cutília o Cutílies (en llatí Cutiliae, en grec antic Κοτυλία) va ser una ciutat de la Sabínia entre Reate (de la que depenia) i Interocrea, a la vora d'un petit llac anomenat Cutiliae Lacus, segons Plini el Vell, o Lacus Cutiliensis segons Varró, on hi havia una petita illa flotant que el vent canviava d'emplaçament. Segons Dionís d'Halicarnàs, aquesta illa feia 50 peus de diàmetre i sobresortia aproximadament un peu de la superfície de l'aigua. El vent l'impulsava en direccions diferents, i hi creixien una mena de joncs i arbustos de diverses mides. Dionís d'Halicarnàs també diu que el llac estava consagrat a la deessa Victòria, és a dir a la divinitat sabina Vacuna, i es considerava tant sagrat que ningú no s'hi podia acostar a la vora excepte en determinades festes.
A la rodalia tenia algunes fonts d'aigües termals, algunes de calentes i altres de fredes, sobretot d'aigua sulfurosa. La més important s'anomenava Aquae Cutillae a la vora de la font d'aigua calenta de Cutilia, esmentada per Estrabó, que era freqüentada pels romans per les seves qualitats curatives. Se sap que Vespasià hi anava cada any per curar-se i que va morir a aquest lloc l'any 79, segons diu Suetoni.
La ciutat de Cutília consta a l'Itinerari d'Antoní, i Titus Livi diu que Hanníbal, quan va anar cap a Roma va passar per aquest lloc. Mai va arribar a ser un municipium, i només era coneguda per les aigües termals. Dionís d'Halicarnàs diu que en els seus orígens era una ciutat molt antiga i important, i atribueix la seva fundació als pelasgs. Varró anomena al llac «umbilicus Italiae», perquè es trobava exactament al centre de la península.
El llac es diu avui dia Pozzo di Ratignano o Latignano, i és encara més petit que aleshores; és a la vall del Velino prop de la vila de Paterno.